# Mario Seidl (Nordischer Kombinierer)
Mario Seidl (* 8. Dezember 1992 in Schwarzach im Pongau) ist ein österreichischer Nordischer Kombinierer. Sein größter Erfolg war der Sieg beim Nordic Combined Triple in Chaux-Neuve 2019.

## Werdegang
Seidl begann 1998 mit der Nordischen Kombination und gab im März 2007 bei FIS-Juniorenwettbewerben sein internationales Debüt. Ab September 2008 startete er im Alpencup und erreichte dabei bereits im zweiten Wettbewerb von Kranj erstmals die Punkteränge. Erstmals in die Top 10 kam Seidl beim Gundersen-Normalschanzen-Alpencup in Seefeld in Tirol am 18. Dezember 2009. Bei den Nordischen Junioren-Skiweltmeisterschaften 2010 in Hinterzarten erreichte Seidl von der Normalschanze und über 5 km Rang 12. Das Rennen über 10 km konnte er nicht beenden. Mit seinen Mannschaftskollegen erreichte er im Team-Wettbewerb Rang neun. Wenige Tage später startete Seidl in Eisenerz erstmals im Continental Cup der Nordischen Kombination und gewann als 24. auch erste Punkte. Zurück im Alpencup sicherte er sich in Lauscha und Chaux-Neuve im Februar und März zwei fünfte Plätze.
Im August 2010 startete Seidl in Oberwiesenthal erstmals im Grand Prix der Nordischen Kombination, blieb aber in beiden Rennen ohne Chance und damit auch ohne Punkte. Bei den Nordischen Junioren-Skiweltmeisterschaften 2011 in Otepää gelang Seidl von der Normalschanze und über 10 km ein eher enttäuschender 23. Platz, bevor er über die 5-km-Distanz nach Sprüngen von der gleichen Schanze mit Rang sieben deutlich in den Top 10 platzierte. Im Rahmen des Grand Prix der Nordischen Kombination 2011 gelang Seidl in Liberec ein guter zehnter Platz und damit auch erstmals ein Punktgewinn im Sommerweltcup. Auch in Oberstdorf landete er in den Punkten und beendete schließlich den Grand Prix auf Platz 27 der Gesamtwertung.
Nach weiteren guten Platzierungen im Continental Cup und einem Sieg im Alpencup im Januar 2012 in Hinterzarten bekam Seidl wenige Tage später einen Startplatz im Weltcup der Nordischen Kombination. In seinen ersten beiden Wettbewerben im Val di Fiemme verpasste er jedoch die Punkteränge noch knapp. Zur Saison 2012/13 bekam Seidl einen festen Startplatz im A-Kader und überzeugte bereits beim Saisonauftakt in Ramsau am Dachstein mit einem guten 12. Platz und damit dem ersten Punktgewinn. In Almaty gelang ihm im Februar mit Rang fünf und Rang sechs erstmals der Sprung unter die besten zehn. Nachdem er auch im letzten Weltcup der Saison in Oslo mit dem siebenten Platz in die Top 10 gelaufen war, beendete er seine erste Weltcup-Saison auf einem guten 24. Platz. In der folgenden Saison 2013/14 konnte er an diesen Erfolg nicht ganz anknüpfen und landete auf Platz 31 der Gesamtwertung. Auch im Winter 2014/15 blieb er anfangs ohne Top-10-Resultat in den Einzelweltcups. Lediglich mit der Mannschaft konnte Seidl im Team-Weltcup von Schonach im Schwarzwald Platz sechs erreichen. Wenig später gelang ihm auch im Val di Fiemme wieder ein neunter Platz. Zuvor hatte Seidl im Sommer 2014 im Grand Prix von Villach den vierten Platz erreicht.

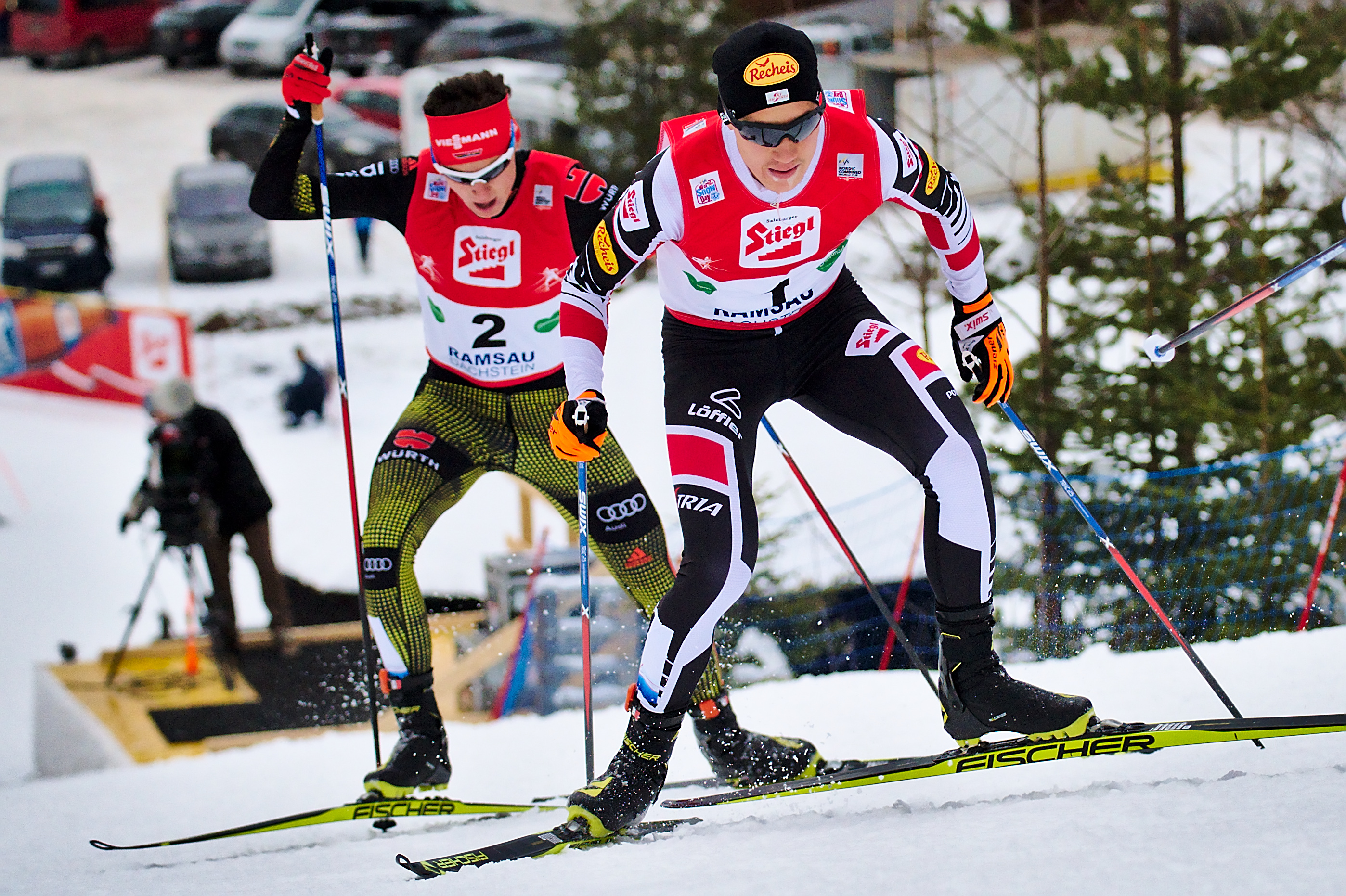
Seidl mit Nummer 1 nach dem Springen in Ramsau 2016

Im Februar 2015 wechselte Seidl für zwei Wochen zurück in den Continental Cup und konnte dort in vier Wettbewerben unter die besten zehn springen und laufen. Am erfolgreichsten verlief der Continental Cup von Klingenthal, bei dem er neben einem Sieg im ersten einen dritten Platz im zweiten Wettbewerb erreichte. In den Grand Prix der Nordischen Kombination 2015 startete Seidl mit einem zweiten Platz im Teamsprint Oberwiesenthal gemeinsam mit seinem Partner David Pommer. Beim Grand Prix in Tschagguns feierte er seinen ersten Sieg in dieser Serie. In Oberstdorf stand er erneut auf dem Podium und wurde Dritter.
In die Weltcup-Saison 2016/17 startete er mit einem fünften und vierten Platz in den Einzelbewerben im finnischen Ruka. Im norwegischen Lillehammer erreichte er zusammen mit David Pommer, Wilhelm Denifl und Philipp Orter in der Teamstaffel einen dritten Platz. Diese Leistungen konnte er beim Weltcup in der Ramsau bestätigen, wo er erneut einen vierten Platz im Einzel erringen konnte. Am 4. Februar 2017 erreichte er bei der Olympia-Generalprobe in Pyeongchang mit Platz zwei seine erste Podiumsplatzierung.
Seidl gewann den Grand Prix 2018. Zum Auftakt der Wintersaison 2018/19 gelang Seidl in Ruka sein erster Weltcup-Sieg.
Im Sommer 2019 ging Seidl zunächst nicht bei den Wettbewerben des Grand Prix an den Start, wollte aber eigentlich an den letzten beiden Wettkämpfen in Planica teilnehmen. Am 6. September knickte dem Salzburger im zweiten Trainingssprung von der Bloudkova Velikanka bei einer Weite von 134,5 Metern das linke Knie weg und riss sich das vordere Kreuzband im linken Knie. Seidl fiel somit für die gesamte Saison 2019/20 aus.
An den Nordischen Skiweltmeisterschaften 2023 in Planica nahm Seidl krankheitsbedingt nicht teil. Aufgrund der Diagnose Hypogammaglobulinämie beendete er anschließend seine Saison vorzeitig. Sein bestes Saisonergebnis stellte der fünfte Platz Anfang Dezember in Lillehammer dar.
Seidl war als Sportler des Heeressportzentrums des Österreichischen Bundesheers mit dem Dienstgrad Zugsführer aktiv.

### Doping
In Folge einer auffälligen Blutkontrolle leitete die Nationale Anti-Doping Agentur Austria (NADA) im Jänner 2020 ein Verfahren wegen Blutdopings gegen Seidl ein. Mehr als fünf Jahre später verhängte der Internationale Sportgerichtshof im Mai 2025 rückwirkend eine vierjährige Sperre gegen den Tiroler. Damit wurden ihm sämtliche Erfolge im Zeitraum zwischen 28. November 2019 und 27. November 2023 sowie zwischen 19. Februar und 1. April 2019 aberkannt. Davon betroffen sind unter anderem zwei bei den Weltmeisterschaften 2019 in Seefeld und 2021 in Oberstdorf gewonnene Team-Bronzemedaillen. Seidl beteuerte auch nach dem letztinstanzlichen Urteil seine Unschuld und begründete die nicht der Norm entsprechenden Blutwerte mit seiner Hypogammaglobulinämie. NADA-Geschäftsführer Michael Cepic sah darin eine „reine Schutzbehauptung“.

## Erfolge

### Weltcup-Siege im Einzel
| Nr. | Datum             | Ort         | Disziplin   |
| --- | ----------------- | ----------- | ----------- |
| 1.  | 24. November 2018 | Ruka        | Gundersen   |
| 2.  | 20. Jänner 2019   | Chaux-Neuve | Gundersen 1 |

### Grand-Prix-Siege im Einzel
| Nr. | Datum              | Ort            | Typ                     |
| --- | ------------------ | -------------- | ----------------------- |
| 1.  | 2. September 2015  | Tschagguns     | Gundersen Normalschanze |
| 2.  | 31. August 2016    | Villach        | Gundersen Normalschanze |
| 3.  | 20. August 2017    | Oberwiesenthal | Gundersen Normalschanze |
| 4.  | 26. August 2017    | Oberstdorf     | Gundersen Großschanze   |
| 5.  | 22. September 2018 | Planica        | Gundersen Großschanze   |
| 6.  | 23. September 2018 | Planica        | Gundersen Großschanze   |
| 7.  | 5. September 2021  | Villach        | Gundersen Normalschanze |

## Statistik

### Platzierungen bei Olympischen Winterspielen
| Jahr und Ort     | Wettbewerb   | Wettbewerb   | Wettbewerb |
| Jahr und Ort     | Gundersen NS | Gundersen GS | Team       |
| ---------------- | ------------ | ------------ | ---------- |
| 2018 Pyeongchang | —            | 13.          | 03.        |
| 2022 Peking      | —            | 13.          | —          |

### Weltcup-Platzierungen
| Saison  | Platz | Punkte |
| ------- | ----- | ------ |
| 2012/13 | 24.   | 206    |
| 2013/14 | 31.   | 102    |
| 2014/15 | 31.   | 114    |
| 2015/16 | 16.   | 324    |
| 2016/17 | 06.   | 719    |
| 2017/18 | 11.   | 494    |
| 2018/19 | 06.   | 729    |
| 2020/21 | 20.   | 167    |
| 2021/22 | 10.   | 529    |